# Grand-Fayt
Grand-Fayt är en kommun i departementet Nord i regionen Hauts-de-France i norra Frankrike. Kommunen ligger i kantonen Avesnes-sur-Helpe-Sud som tillhör arrondissementet Avesnes-sur-Helpe. År 2022 hade Grand-Fayt 471 invånare.

## Befolkningsutveckling
Antalet invånare i kommunen Grand-Fayt
| Referens: INSEE |